# دیوید نورکوئیست
دیوید نورکوئیست (انگلیسی: David Norquist؛ زادهٔ) سیاست‌مدار و یک مدیر حرفه‌ای مالی اهل ایالات متحده آمریکا و مقام ارشد مالی وزارت دفاع آمریکا بود. در مارس ۲۰۱۷ دونالد ترامپ رئیس‌جمهور آمریکا «دیوید نورکویست» مقام ارشد مالی وزارت دفاع آمریکا را به عنوان قائم مقام این وزارتخانه تعیین کرد که متعاقباً در تاریخ ۲۵ مه ۲۰۱۷ با آرای اکثریت قاطع مجلس سنای آمریکا برای پست قائم مقامی انتخاب شد. وی از اول ژانویه ۲۰۱۹ در سمت قائم مقام وزارت دفاع ایالات متحده جانشین پتریک ام. شنهن شد و همزمان در موضع جانشین وزیر دفاع ایالات متحده آمریکا خدمت کرد، تا ۲۳ ژوئیه ۲۰۱۹ که مجدداً دونالد ترامپ وی را نامزد مرد شماره دو پنتاگون معرفی نمود. نورکوئیست در روز ۲۴ ژوئیه ۲۰۱۹ به منظور استماع در جلسه کمیته نیروهای مسلح سنای آمریکا حضور یافت تا از جانب سنا به عنوان معاون وزارت دفاع مورد تأیید قرار گیرد.